# Ryszard Ostrowski (piłkarz)
Ryszard Ostrowski (ur. 19 kwietnia 1968 w Białymstoku) – polski piłkarz występujący na pozycji napastnika. Wychowanek Włókniarza Białystok.
W 1988 trafił do wojska, przez co przez ponad dwa sezony reprezentował barwy Mazura Ełk. Po obcyciu służby wojskowej przeszedł do Jagiellonii Białystok, której barwy reprezentował 12 sezonów. Następnie grał w Hetmanie Białystok. Karierę zakończył w klubie KS Wasilków.
W polskiej lidze zagrał 34 spotkań i strzelił 4 bramki w barwach Jagiellonii Białystok.
Łącznie w barwach Jagiellonii rozegrał 342 mecze ligowe na czterech poziomach rozgrywek, w których strzelił 36 bramek.
Aktualnie jest zasłużonym emerytem Państwowej Straży Pożarnej.